# 43rd (Monmouthshire) Regiment of Foot
Das 43rd (Monmouthshire) Regiment of Foot war ein Infanterie-Regiment der britischen Armee. Es wurde 1741 gegründet als Thomas Fowke’s Regiment of Foot mit dem Hauptquartier in Winchester, Hampshire. Das Regiment hatte die Nummer 54, bis es 1749 die Nummer 43 erhielt. 1881 kam es zum Zusammenschluss mit dem 52nd (Oxfordshire) Regiment of Foot (Leichte Infanterie) und bildete dann das 1. und 2. Bataillon der Oxfordshire Light Infantry (Leichte Infanterie), die 1908 zur Oxfordshire and Buckinghamshire Light Infantry wurde.

## Geschichte
Das 43. Infanterieregiment segelte im Mai 1757 nach Nordamerika und ging in Halifax (Nova Scotia) an Land. In den folgenden Monaten verteidigte es die britischen Kolonien in Nordamerika im Siebenjährigen Krieg gegen Frankreich. Das Regiment verbrachte fast zwei Jahre im Garnisonsdienst, bis es als Teil von General Wolfes Armee 1759 bei der Eroberung von Quebec seine erste Auszeichnung (Battle Honour) erhielt.
Die nächste Kampagne war 1762 in der Karibik, wo das 43. Regiment an der Eroberung Martiniques und St. Lucias von den Franzosen und Havannas (Kuba) von den Spaniern beteiligt war. Das Regiment kehrte 1774 nach Nordamerika zurück und blieb dort während des gesamten Amerikanischen Unabhängigkeitskrieges. Das 43. traf das 52. Regiment in Boston und kämpfte mit diesem Seite an Seite in Lexington und Bunker Hill. Das Regiment war 1781 während der letzten Belagerung und der Kapitulation in Yorktown.
1782 wurde das 43rd Regiment zu 43rd (Monmouthshire) Regiment umbenannt. Das Regiment kehrte 1794 nach Westindien zurück, um Martinique und St. Lucia ein zweites Mal zu erobern, die nach dem Friedensvertrag von 1763 an Frankreich zurückgegeben worden waren. Sie wurden 1794 durch eine wesentlich größere französische Armee in Guadeloupe besiegt, nachdem sie ihre Stellung drei Monate lang verteidigt hatten.
1803 wurde aus dem 43rd Regiment, dem 52nd Regiment und den 95th Rifles das erste Bataillon der leichten Infanterie gebildet und wurde als Light Brigade (Leichte Brigade) in Shorncliffe, Kent, unter dem Kommando von Sir John Moore stationiert. Das Regiment wurde in 43rd (Monmouthshire) Light Infantry umbenannt. Das 43. war Teil der Armee, die unter Sir Arthur Wellesley 1807 Kopenhagen eroberte und die gesamte dänische Flotte beschlagnahmte.
Im August 1808 während der Napoleonischen Kriege auf der iberischen Halbinsel kämpfte das 43. in der Schlacht von Vimeiro, als deren Ergebnis die napoleonischen Truppen aus Portugal vertrieben wurden. Die Kämpfe gegen die Franzosen verlagerten sich dann nach Spanien, wo das Regiment an dem Rückzug nach Vigo beteiligt war und in der Schlacht von La Coruña als Nachhut der Armee ruhmreich kämpfte, bevor es nach England zurückkehrte.
Im Mai 1809 segelte das 1. Bataillon des 43rd Regiment als Teil der leichten Brigade unter Sir Robert Craufurd nach Portugal, wo es sich an Sir Arthur Wellesleys Armee anschloss. Nach der Landung in Lissabon marschierte das Bataillon über 400 km nach Talavera, um an der Schlacht von Talavera teilzunehmen. Dies schloss einen Marsch von 84 Kilometern in 26 Stunden während der heißesten Zeit des Jahres ein. Die Schlacht war allerdings schon gewonnen, bevor das Bataillon eintraf. Eine Kompanie des 43rd Regiment, die seit Dezember 1808 in Lissabon gewesen war, nahm aber als Teil der Brigade General Richard Stewarts an den Gefechten teil. Ab 1810 bildete das 43rd Regiment einen Teil der Light Division (Leichten Division) unter dem Kommando von Sir Robert Craufurd. Das 43rd Regiment kämpfte in den Schlachten bei der Überquerung des Côa, in Sabugal und Buçaco. Das 43rd Regiment war an der Belagerung von Ciudad Rodrigo im Januar 1812 und an der Belagerung von Badajoz im April 1812 beteiligt, wobei das Bataillon 20 Offiziere und 335 Soldaten bei der Erstürmung der Wälle verlor. Nach dem Ende der Kriege auf der Iberischen Halbinsel 1814 wurde die leichte Division aufgelöst und das 43rd Regiment kehrte nach England zurück.
Das 2. Bataillon des 43rd nahm 1809 an der Walcheren-Expedition teil, während der viele Tote durch das Fieber in den Scheldeniederungen zu beklagen waren. Durch diese Verluste war die Armee nach einigen Monaten gezwungen, sich zurückzuziehen.
Das 43rd Regiment kehrte 1814 nach Nordamerika als Teil der Invasionstruppen zurück, die anfänglich einige Erfolge hatten, dann aber in der Schlacht von New Orleans gegen die Truppen unter General Jackson 1815 geschlagen wurden. Danach kehrte das Regiment nach Europa zurück, wo es in Belgien zu spät ankam, um an der Schlacht von Waterloo teilzunehmen. Allerdings waren einige Offiziere des 43rd Regiment anwesend, darunter Lord Fitzroy Somerset und Major James Shaw Kennedy, die beide im Stab des Duke of Wellington, dienten. Das Regiment war dann bis November 1818 ein Teil der Besatzungsarmee in Frankreich.
Das Regiment war von 1819 bis 1823 in Irland und danach von 1823 bis 1830 in Gibraltar stationiert. Nach einer Periode in England kehrte das 43rd Regiment 1836 nach Kanada zurück. Unter dem Oberkommando von Sir John Colborne war das Regiment an der Unterdrückung der Rebellionen von 1837 beteiligt. Dabei marschierte es im Dezember 1837 in schwierigen Wetterbedingungen von Fredericton nach Quebec, einer Distanz von ca. 595 Kilometern, durch Wälder, über gefrorene Flüsse und über gebirgiges Terrain in 18 Tagen. Dieser Marsch erzielte große Aufmerksamkeit in Kanada und der Duke of Wellington drückte seine große Bewunderung für diese schwierige Unternehmung aus, die das 43rd Regiment geleistet hatte. Das Regiment verließ Kanada 1846 und wurde in Südengland und danach in Irland bis 1851 stationiert.
Das 43rd Regiment nahm am 8. Kaffernkrieg in Südafrika von 1851 bis 1853 teil, während dessen der Truppentransporter Birkenhead 1852 am Kap der Guten Hoffnung sank. Die Tapferkeit und Disziplin der britischen Truppen, unter ihnen eine Abordnung des 43rd Regiment unter dem Kommando von Lieutenant Girardot, während des Unglücks erhielt viel Aufmerksamkeit in England und im Ausland. König Friedrich Wilhelm IV. von Preußen befahl, einen Bericht über die Ereignisse vor jedem Regiment seiner Armee zu verlesen, als ein Beispiel für Pflichterfüllung.
Im Januar 1854 wurde das 43rd Regiment von Südafrika nach Indien verlegt, wo es im Januar in Madras ankam. Es half bei der Niederschlagung des Indischen Aufstandes von 1857 bis 1859 und marschierte 2900 Kilometer in der Zeit von sechs Monaten, während dessen eine Anzahl an Gefechten stattfanden. Das Regiment erhielt außerdem sein erstes Viktoria-Kreuz, das an Henry Addison 1859 verliehen wurde.
Im September 1863 verließ das 43rd Regiment Indien, um an den Neuseelandkriegen teilzunehmen. Das Regiment führte den Sturm bei Gate Pah im April 1864 an und war an dem Angriff auf Fort Te Ranga im Juni 1864 beteiligt. Im Februar 1866 kehrte das Regiment nach England zurück.
Während der nächsten 15 Jahre war das Regiment hauptsächlich im Ausland stationiert, unterbrochen nur durch kurze Zeiten in England. Die wichtigste Operation, an der es in dieser Zeit beteiligt war, war die Unterdrückung der Rebellion der Moplahs in Südindien 1873.
Das 43rd wurde 1881 zum 1. Bataillon der Oxfordshire Light Infantry und dann 1908 zum 1. Bataillon der Oxfordshire and Buckinghamshire Light Infantry. Im Zweiten Weltkrieg wurden diese als Luftlandeinfanterie mit Lastenseglern eingesetzt.
Die 1. und 2. leichten Bataillone wurden 1948 zusammengeschlossen und das Regiment umbenannt in 1st Battalion The Oxfordshire and Buckinghamshire Light Infantry, 43rd and 52nd. 1958 dann umbenannt in 1st Green Jackets (43rd and 52nd) als Teil der Green Jackets Brigade, danach 1966 in 1st Battalion The Royal Green Jackets und im Februar 2007 in 2nd Battalion The Rifles.

## Battle Honours
- Quebec 1759
- Martinique 1762
- Havannah
- Martinique 1794
- Vimiera
- Corunna
- Busaco
- Fuentes d’Onor
- Ciudad Rodrigo
- Badajoz
- Salamanca
- Vittoria
- Pyrenees
- Nivelle
- Nive
- Toulouse
- Peninsula
- South Africa (1851)
- New Zealand

## Auszeichnungen mit dem Viktoria-Kreuz (Victoria Cross)
- Private Henry Addison erhielt das Victoria-Kreuz 1859 für seine Aktivitäten im Indischen Aufstand.[1]
- Frederick Augustus Smith erhielt das Viktoria-Kreuz für seine Rolle in den Neuseelandkriegen (Waikatokrieg)[3]

## Colonels
Colonels des Regiments waren:
- 1741: Lt.-Gen. Thomas Fowke
- 1741–1746: Brig.-Gen. William Graham
- 1746–1761: Lt.-Gen. James Kennedy
- 1761–1762: Maj.-Gen. Hon. Sharrington Talbot
- 1762–1766: Lt.-Gen. Bennet Noel
- 1766–1792: Gen. Hon. George Carey
- 1792–1809: Gen. Edward Smith
- 1809–1839: Gen. John Caradoc, 1. Baron Howden
- 1839–1844: Lt.-Gen. John Keane, 1. Baron Keane
- 1844–1850: Lt.-Gen. Hon. Sir Hercules Robert Pakenham
- 1850–1865: Gen. Sir James Fergusson
- 1865–1866: Gen. Sir James Frederick Love
- 1866–1869: Lt.-Gen. Sir Robert Garrett
- 1869–1881: Gen. Hon. Sir Augustus Almeric Spencer